# Ruta A35

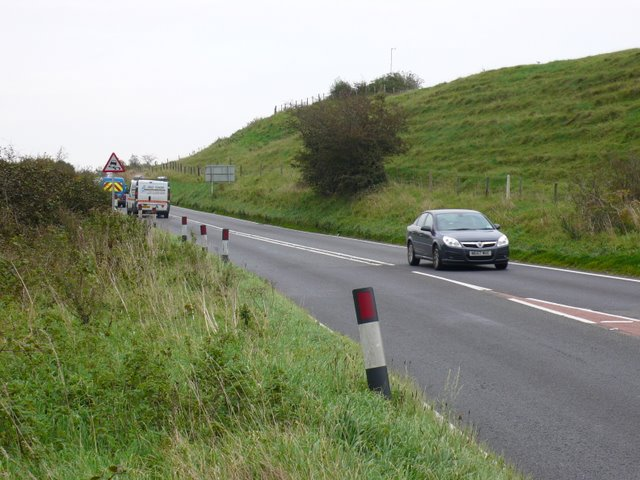
La ruta A35 a su paso por Kingston Russell

La A35 es una ruta del sur de Inglaterra, que se extiende entre Honiton, Devon, y Southampton, Hampshire, pasando por Dorset. Algunas de las principales localidades que une son Dorchester, Poole y Bournemouth.
La ruta A354 se une a la A35 en la circunvalación de Puddletown, Dorset.
- Datos: Q4649170
- Multimedia: A35 road (England) / Q4649170